# Drosophila primaeva (artgrupp)
Drosophila primaeva är en artgrupp inom släktet Drosophila och undersläktet Hawaiian Drosophila. Artgruppen består av två arter.

## Arter
- Drosophila sharpi (Grimshaw, 1901)
- Drosophila primaeva (Hardy & Kaneshiro, 1968)